# 베를린 메세 쥐트역
베를린 메세 쥐트역(아이히캄프)(Bahnhof Berlin Messe Süd (Eichkamp))은 베를린 샤를로텐부르크빌머스도르프구 베스트엔트에 위치한 베를린 S반의 철도역이다. 1928년 8월 23일 개통 당시에는 아이히캄프(Eichkamp)역으로 불렸으며, 현재의 이름으로는 2002년에 메세 베를린의 명칭을 따서 개칭되었고 기존 역명은 부역명으로 전환되었다.

## 역사

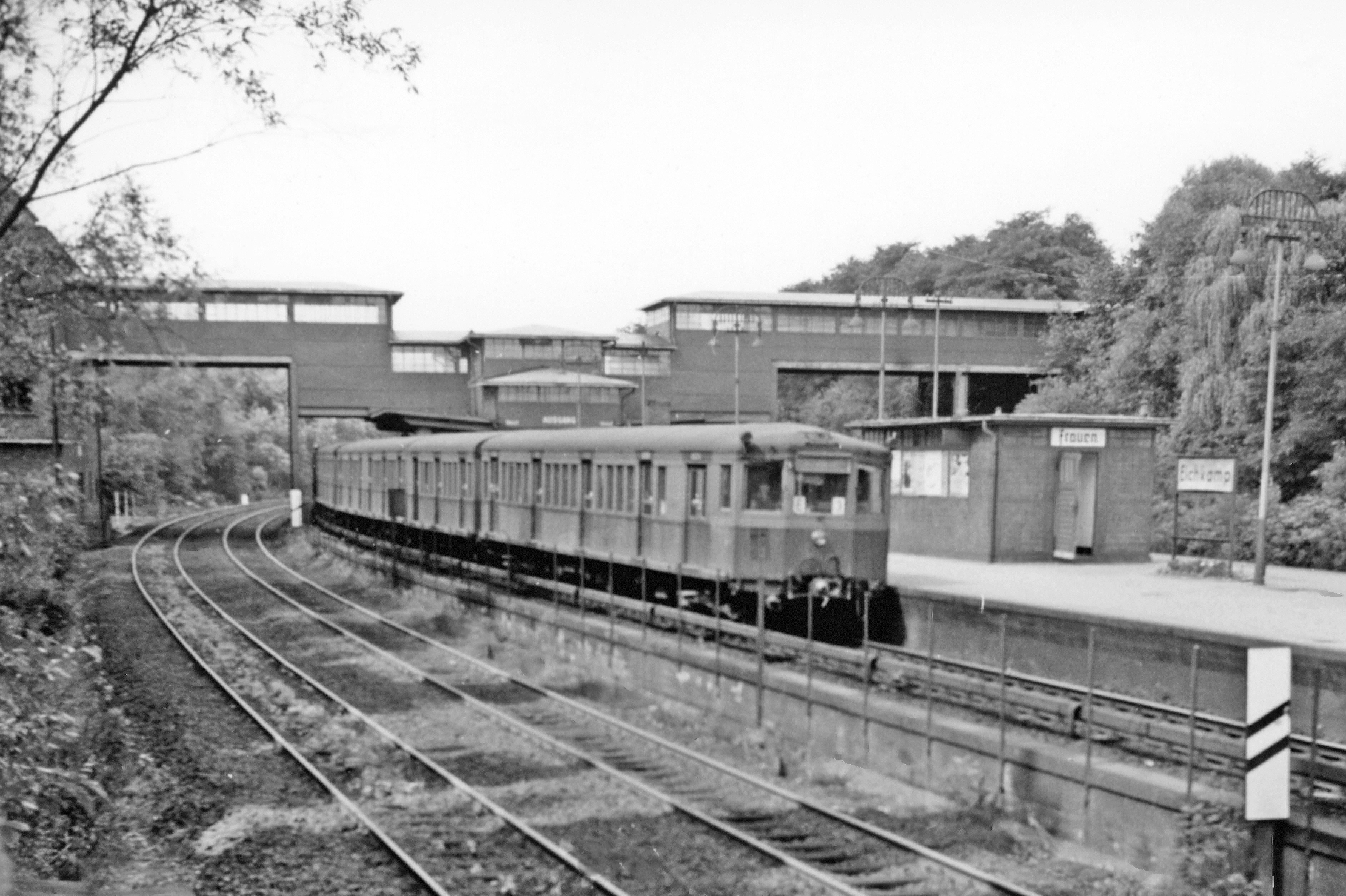
Zug der Baureihe ET/EB 169 am Bahnhof Eichkamp, 1961

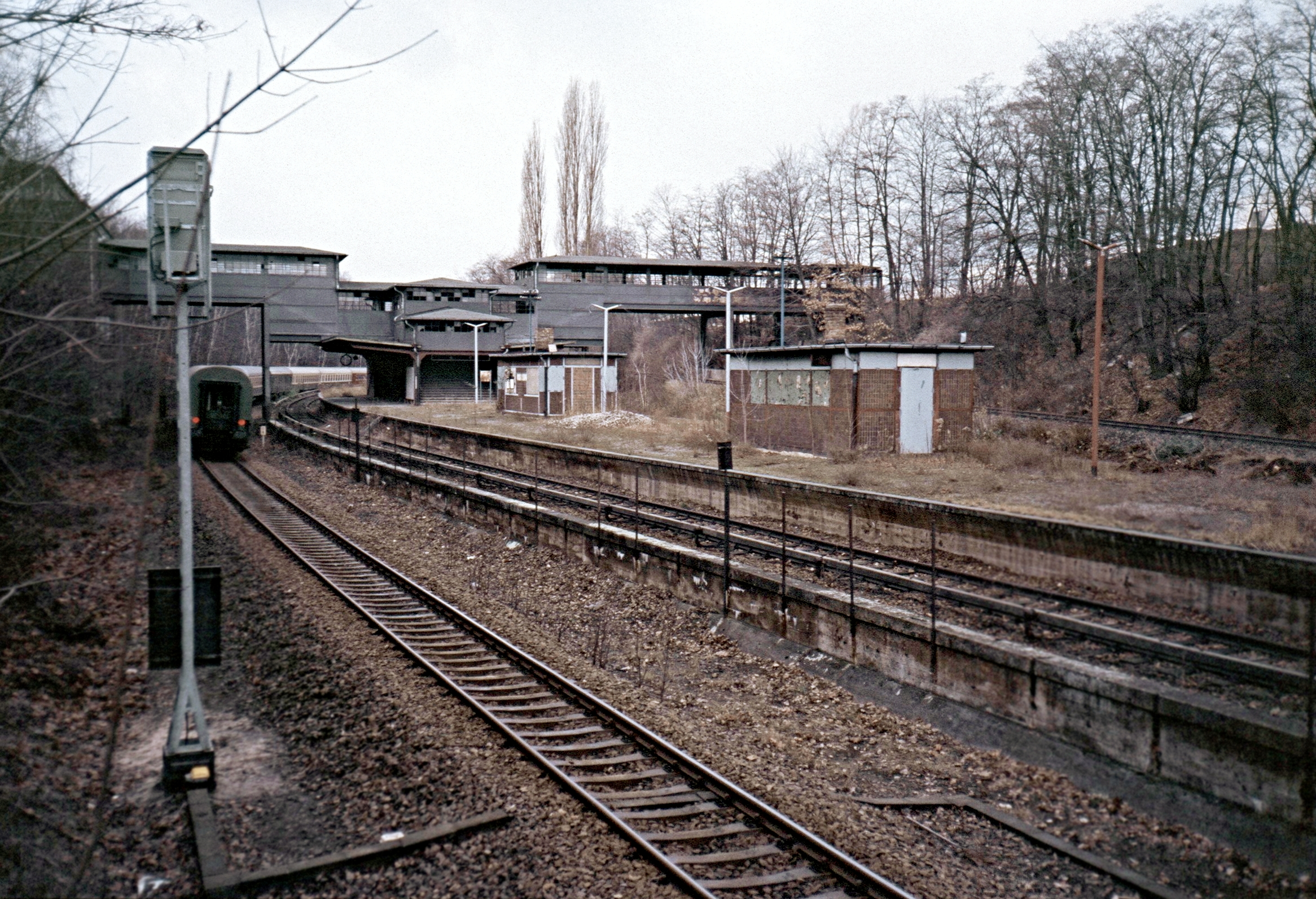
Stillgelegter S-Bahnhof Eichkamp, links ein Transitzug nach Hamburg, 1986

최초의 아이히캄프역은 1896년 5월 1일 베를린-블랑켄하임선에 개업했으며 현재 S반역에서 직선거리로 250 m 남동쪽에 위치해 있다. 섬식 승강장 1면이 설치되어 있었으며, 출구는 동쪽으로 연결되어 있었으며 작은 매표소가 설치되어 있었다. 당시 슈판다우 방면 연결선은 현재 메세 베를린 부지를 가로지르는 직선으로 건설되었다. 베를린 S반의 대전철화 시기에 현재의 메세 베를린 건설이 결정되면서 블랑켄하임선과 순환선의 교차점에 새로운 역을 건설하고 슈판다우 근교선의 경로도 변경되었다. 슈판다우 방면 연결선은 메세 베를린 확장을 위하여 남쪽으로 이설되었다. 이와 동시에 근교선과 장거리선의 분리가 진행되었다. 근교선과의 환승 및 메세 베를린 접근을 위해서 1928년에 환승역 아우스슈텔룽(Ausstellung, 1932년 이후 베스트크로이츠)역이 건설되었다. 과거 블랑켄하임선의 아이히캄프역은 폐역되었고 슈판다우 근교선으로 이설되었다. 1928년 8월 23일에 신역이 개업하면서 구역이 영업을 정지했다. 개통 초기에는 아이히캄프 택지 지구로만 출구가 연결되었다. 건설 비용 절감을 위해서 역 계단부에만 천장이 건설되었고, 승강장 전체 천장 건설과 메세 방면 북동쪽 출입구 신설은 이후로 연기되었다.
1935년에는 메세 베를린 접근성 개선 및 새로 건설된 도이칠란트할레(Deutschlandhalle) 방면으로의 두 번째 출입구가 개설되었다. 기존 출입구와 비슷한 형태로 설계되었으며 대합실 건물은 별도로 지어지지 않았고, 대신 소형 매표소 건물이 건설되었다. 1936년 5월 15일에 도이칠란트할레(Deutschlandhalle)역으로 개칭되었다.
제2차 세계 대전으로 인하여 1945년 4월부터 6월 9일까지 S반 영업이 중단되었다. 1946년 10월 1일에는 역 명칭이 아이히캄프역으로 환원되었다.
베를린 장벽 건설과 S반 보이콧으로 인하여 승객 수가 감소했고, 1980년 9월 17일부터 서베를린 S반의 파업으로 영업이 중단되었다. 영업이 중단된 기간 동안 반달리즘의 피해를 입었다. 1984년 1월 9일 서베를린 BVG에서 S반 영업권을 인수하면서 슈판다우 근교선 남부 구간을 기관사 훈련용으로 사용했다. 노선 재개통은 예정되어 있었으나 독일의 재통일 이후에 가능하게 되었다. 1991년 초에 대합실 건물 개보수공사가 시작되었다. 1997년에 역 시설 개보수공사가 시작되었고, 1998년 1월 16일에 베스트크로이츠-피헬스베르크 구간 영업이 재개되면서 역이 재개통되었다. 북부 출입구는 이후에 철거되어 그 자리에 엘리베이터가 설치되었다. 동쪽으로는 아이히캄프슈트라세, 서쪽으로는 메세 베를린과 출입구가 연결되었다. 메세 베를린 방면 출입구는 행사 시에만 개방되며 관람객을 처리하기 위하여 넓은 폭으로 건설되었다. 2002년 6월 16일에 현재의 역명으로 개칭되었다.

## 인접 정차역
베를린 버스 349번과 환승할 수 있다.
| 베를린 S반                 | 베를린 S반 | 베를린 S반                   |
| -------------------------- | ---------- | ---------------------------- |
| 헤어슈트라세 슈판다우 방면 | S3         | 베스트크로이츠 에르크너 방면 |
| 헤어슈트라세 슈판다우 방면 | S9         | 베스트크로이츠 BER 공항 방면 |

## 참고 문헌
- Wolfgang Kramer, Jürgen Meyer-Kronthaler (1998). 《Berlins S-Bahnhöfe. Ein dreiviertel Jahrhundert》 (독일어). Berlin: be.bra. ISBN 3-930863-25-1.
- Bernhard Strowitzki (2004). 《S-Bahn Berlin. Geschichte(n) für unterwegs》 (독일어) 2.판. Berlin: GVE. ISBN 3-89218-073-3.